# 遊助 LIVE TOUR 2021『音パレード』
『遊助 LIVE TOUR 2021『音パレード』』（ゆうすけ LIVE TOUR 2021『おんパレード』）は、遊助が2021年に行ったホールツアータイトル。また、このライブを収録したDVDとBlu-ray Discが、2021年12月15日にソニー・ミュージックレコーズから同時発売された。

## 概要
2020年の開催予定のツアーは、新型コロナウィルス感染拡大の影響によりすべて中止になったので、前回のツアー『ZERO LIVE TOUR 2019』からおよそ2年ぶりのツアーとなった。この年は16公演行われた。

## 日程
- 7月1日(木)、森のホール21
- 7月4日(日)、神奈川県民ホール 大ホール
- 7月10日(土)、オリックス劇場
- 7月11日(日)昼、オリックス劇場
- 7月11日(日)夜、オリックス劇場
- 8月13日(金)、中野サンプラザ ホール
- 8月14日(土)昼、中野サンプラザ ホール
- 8月14日(土)夜、中野サンプラザ ホール
- 8月21日(土)、神戸国際会館こくさいホール 10月13日に延期[1]
- 8月22日(日)昼、神戸国際会館こくさいホール 10月16日に延期
- 8月22日(日)夜、神戸国際会館こくさいホール 10月16日に延期
- 8月28日(土)、グランキューブ大阪→オリックス劇場に変更[2]
- 8月29日(日)、グランキューブ大阪→オリックス劇場に変更
- 9月3日(金)、中野サンプラザ ホール
- 9月4日(土)昼、中野サンプラザ ホール
- 9月4日(土)夜、中野サンプラザ ホール
- 10月13日(水)、神戸国際会館こくさいホール
- 10月16日(土)昼、神戸国際会館こくさいホール
- 10月16日(土)夜、神戸国際会館こくさいホール

## DVD
2021年9月3日に行われた、中野サンプラザでの模様を収録。
「ZERO LIVE TOUR 2019」以来となる約2年ぶりのライブDVDである。
初回仕様は、トレーディングカード(全4種のうち1種ランダム)が封入されている。

### 収録内容
1. ありがと。
2. 何やってんだか分かんない人へ
3. 世の中に2文字しか無くなってもいいや
4. ひまわり
5. いちょう
6. 全部好き。
7. ライオン
8. 砂時計
9. VIVA! Nossa Nossa
10. Baby Baby
11. ひと
12. たんぽぽ
13. 明日よcome on！！
14. マジ歌
15. 檸檬
16. みんなのうた
17. 好きなように
18. 3分30秒のタイムカプセル
19. クローバー

Blu-ray Discのみの特典
　Documentary of 音パレード
　遊助BAND＆DANCERS Jam session@神戸公演